# Пойнт Плезънт
За селището в Охайо вижте Пойнт Плезънт (Охайо).
Пойнт Плезънт (на английски: Point Pleasant) е град в окръг Оушън, Ню Джърси, Съединени американски щати. Разположен е на брега на Атлантическия океан. Населението му е 18 651 души (по приблизителна оценка от 2017 г.).
В Пойнт Плезънт е родена актрисата Кирстен Дънст (р. 1982).